# イオン・クテラバ
イオン・クテラバ（Ion Cuțelaba、1993年12月14日 - ）は、モルドバの男性総合格闘家。キシナウ出身。ティモシュコフ・スポーツクラブ/CSAモルドバ/MMAファクトリー所属。

## 来歴
青年期にグレコローマンレスリングを始める。その後サンボと柔道を始め、両方でモルドバ国内王者に輝いた。2012年、サンボのモルドバ代表として欧州選手権に出場し、90kg級で金メダルを獲得した。2012年にプロ総合格闘技デビュー。

### UFC
2016年6月18日、UFC初出場となったUFC Fight Night: MacDonald vs. Thompsonでミシャ・サークノフと対戦し、肩固めで3R一本負け。
2016年12月3日、The Ultimate Fighter 24 Finaleでジャレッド・キャノニアと対戦し、0-3の判定負け。敗れはしたものの、ファイト・オブ・ザ・ナイトを受賞した。
2018年3月8日、米国アンチドーピング機関（USADA）が2017年10月18日に実施した競技外の抜き打ち検査の際に、クテラバが代替療法であるオゾン療法を行ったことをドーピング管理書類に記載するが、オゾン療法の一部は世界アンチ・ドーピング機構（WADA）で禁止されているため、USADAは調査を行い、クテラバが受けたオゾン療法が自己輸血を伴うものだったことが判明、しかし、USADAはクテラバが自主的に申告した事と禁止されていると知らずにオゾン療法を受けた事を認め、出場停止の期間を短縮し、クテラバに6か月間の出場停止を科した。
2018年7月28日、UFC on FOX 30でライトヘビー級ランキング15位のガジムラド・アンティグロフと対戦し、スタンドパンチ&肘打ち連打で1RTKO勝ち。
2019年4月27日、UFC Fight Night: Jacaré vs. Hermanssonでライトヘビー級ランキング11位のグローバー・テイシェイラと対戦。1Rにバックハンドブローでぐらつかせ、パウンドでTKO寸前まで追い込んだものの、立て直されて2Rにリアネイキドチョークで逆転の一本負け。
2020年2月29日、UFC Fight Night: Benavidez vs. Figueiredoでマゴメド・アンカラエフと対戦し、開始38秒にスタンドパンチ連打でTKO負けを喫したが、レフェリーのストップを巡って論争が起こり、再戦が組まれることとなった。
2020年10月24日、UFC 254でライトヘビー級ランキング11位のマゴメド・アンカラエフと再戦し、カウンターの左ストレートでダウンを奪われパウンドで1RKO負け。
2022年5月14日、UFC on ESPN: Błachowicz vs. Rakićでライトヘビー級ランキング13位のライアン・スパンと対戦し、ギロチンチョークで1R一本負け。
2022年9月10日、UFC 279でライトヘビー級ランキング13位のジョニー・ウォーカーと対戦し、リアネイキドチョークで1R一本負け。

## 戦績
| 総合格闘技 戦績 | 総合格闘技 戦績 | 総合格闘技 戦績 | 総合格闘技 戦績 | 総合格闘技 戦績 | 総合格闘技 戦績 | 総合格闘技 戦績 |
| --------------- | --------------- | --------------- | --------------- | --------------- | --------------- | --------------- |
| 32 試合         | (T)KO           | 一本            | 判定            | その他          | 引き分け        | 無効試合        |
| 19 勝           | 13              | 3               | 3               | 0               | 1               | 1               |
| 11 敗           | 3               | 4               | 3               | 1               | 1               | 1               |

| 勝敗 | 対戦相手                       | 試合結果                                            | 大会名                                    | 開催年月日     |
| ×    | モデスタス・ブカウスカス       | 5分3R終了 判定1-2                                   | UFC 315: Muhammad vs. Della Maddalena     | 2025年5月10日  |
| ○    | イボ・アスラン                 | 1R 2:51 肩固め                                      | UFC Fight Night: Cejudo vs. Song          | 2025年2月22日  |
| ○    | イヴァン・エルスラン           | 5分3R終了 判定2-1                                   | UFC Fight Night: Moicano vs. Saint Denis  | 2024年9月28日  |
| ×    | フィリペ・リンス               | 5分3R終了 判定0-3                                   | UFC 299: O'Malley vs. Vera 2              | 2024年3月9日   |
| ○    | タナー・ボーザー               | 1R 2:05 TKO（パウンド）                             | UFC on ESPN 44: Holloway vs. Allen        | 2023年4月15日  |
| ×    | ケネディ・エンジーチュクー     | 2R 1:02 TKO（左膝蹴り&スタンドパンチ連打→パウンド） | UFC Fight Night: Nzechukwu vs. Cuțelaba   | 2022年11月19日 |
| ×    | ジョニー・ウォーカー           | 1R 4:37 リアネイキドチョーク                        | UFC 279: Diaz vs. Ferguson                | 2022年9月10日  |
| ×    | ライアン・スパン               | 1R 2:22 ギロチンチョーク                            | UFC on ESPN 36: Błachowicz vs. Rakić      | 2022年5月14日  |
| ○    | デビン・クラーク               | 5分3R終了 判定3-0                                   | UFC Fight Night: Smith vs. Spann          | 2021年9月18日  |
| △    | ダスティン・ジャコビー         | 5分3R終了 判定1-1                                   | UFC on ESPN 23: Reyes vs. Procházka       | 2021年5月1日   |
| ×    | マゴメド・アンカラエフ         | 1R 4:19 KO（左ストレート→パウンド）                 | UFC 254: Khabib vs. Gaethje               | 2020年10月24日 |
| ×    | マゴメド・アンカラエフ         | 1R 0:38 TKO（スタンドパンチ連打）                   | UFC Fight Night: Benavidez vs. Figueiredo | 2020年2月29日  |
| ○    | カリル・ラウントリー・ジュニア | 1R 2:35 TKO（グラウンドの肘打ち）                   | UFC Fight Night: Hermansson vs. Cannonier | 2019年9月28日  |
| ×    | グローバー・テイシェイラ       | 2R 3:37 リアネイキドチョーク                        | UFC Fight Night: Jacaré vs. Hermansson    | 2019年4月27日  |
| ○    | ガジムラド・アンティグロフ     | 1R 4:25 TKO（スタンドパンチ&肘打ち連打）            | UFC on FOX 30: Alvarez vs. Poirier 2      | 2018年7月28日  |
| ○    | エンリケ・ダ・シウバ           | 1R 0:22 TKO（左フック→パウンド）                    | UFC Fight Night: Lewis vs. Hunt           | 2017年6月11日  |
| ×    | ジャレッド・キャノニア         | 5分3R終了 判定0-3                                   | The Ultimate Fighter 24 Finale            | 2016年12月3日  |
| ○    | ジョナサン・ウィルソン         | 5分3R終了 判定3-0                                   | UFC Fight Night: Lineker vs. Dodson       | 2016年10月1日  |
| ×    | ミシャ・サークノフ             | 3R 1:22 肩固め                                      | UFC Fight Night: MacDonald vs. Thompson   | 2016年6月18日  |
| ○    | マリク・メラド                 | 1R 0:08 KO（右ストレート→パウンド）                 | WWFC: Cage Encounter 4                    | 2015年9月19日  |
| ○    | ビタリ・オンティシュチェンコ   | 1R 2:37 オモプラッタ                                | WWFC: Cage Encounter 3                    | 2015年4月4日   |
| ○    | ユーリ・ゴルベンコ             | 1R 1:10 TKO（パウンド）                             | WWFC: Ukraine Selection 5                 | 2015年2月28日  |
| ○    | イジドール・ブネア             | 1R 1:13 TKO（パウンド）                             | WWFC: Cage Encounter 2                    | 2014年12月13日 |
| ○    | アレクサンドル・ストイカ       | 1R 0:07 KO（右フック）                              | WWFC: Cage Encounter 1                    | 2014年6月14日  |
| ○    | コンスタンチン・パデュア       | 1R 1:05 KO（パンチ）                                | CSA FC: Adrenaline                        | 2014年4月4日   |
| ○    | イゴール・ゴルクン             | 1R 0:28 KO（パンチ）                                | GEFC: Battle on the Gold Mountain         | 2013年12月21日 |
| ×    | ミハル・アンドライザク         | 1R 4:07 失格（後頭部へのパンチ）                    | CWFC 58                                   | 2013年8月24日  |
| －   | ムロド・ハンツラエフ           | 1R 0:24 ノーコンテスト（誤審）                      | Alash Pride: Grand Prix 2013              | 2013年7月7日   |
| ○    | アナトリー・シウマック         | 2R 0:29 TKO（パンチ連打）                           | ECSF: Battle of Bessarabia                | 2013年3月24日  |
| ○    | イゴール・ククルジアク         | 1R 0:42 オモプラッタ                                | ECSF: Adrenaline                          | 2012年12月14日 |
| ○    | ジュリアン・シリコフ           | 1R 0:25 TKO（パンチ連打）                           | The Battle For Ruse                       | 2012年6月22日  |
| ○    | ダグラル・ガシモフ             | 1R 0:27 TKO（パンチ連打）                           | CIS: Cup                                  | 2012年4月5日   |

## 獲得タイトル
- コンバットサンボ 欧州選手権 90kg級 金メダル（2012年）

## 表彰
- UFC ファイト・オブ・ザ・ナイト（1回）